# Mohinga

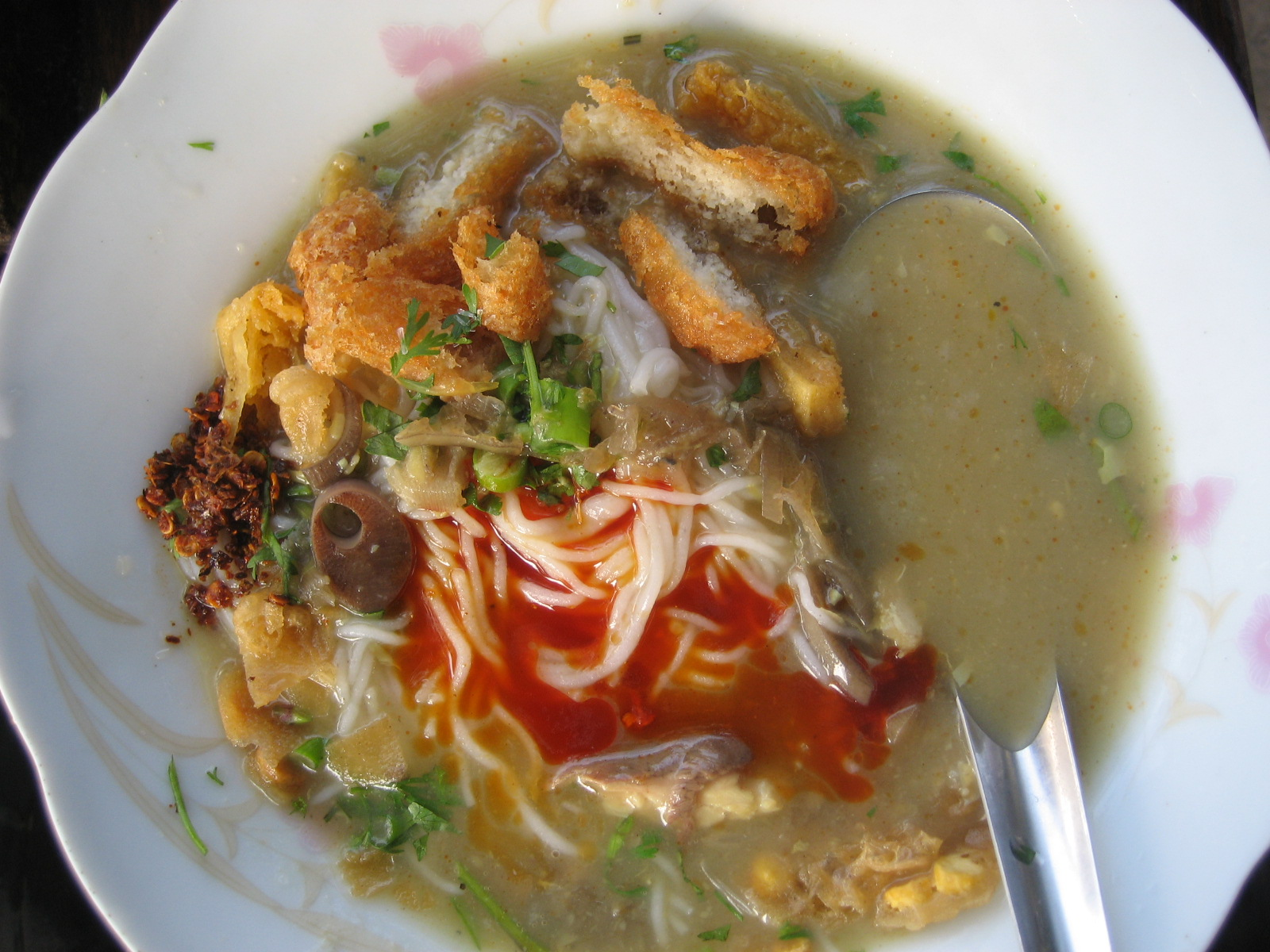
Mohinga

Mohinga (birm. မုန့်ဟင်းခါး /mo̰ʊɴhɪ́ɴɡá/) – birmańska zupa rybna z dodatkiem makaronu ryżowego.
Jest to jedno z podstawowych dań codziennej kuchni birmańskiej, dostępne zarówno w restauracjach, jak i ulicznych jadłodajniach i od obwoźnych sprzedawców. Chociaż mohinga jadana jest w ciągu całego dnia, jest typowym elementem posiłku porannego. Podawana jest na gorąco.

## Składniki
Skład mohingi różni się nieco w zależności od regionu Mjanmy, jednak nieodłącznymi jej składnikami są makaron ryżowy i bulion rybny. Makaron wyrabiany jest z lekko sfermentowanej mąki ryżowej. Charakterystycznym, chociaż niekoniecznym, składnikiem mohingi jest siekana górna część (ok. 30 cm) obranej z liści pseudołodygi bananowca (po ugotowaniu przypomina w smaku karczocha). Inne, typowe dla kuchni birmańskiej, składniki i przyprawy to małe czerwone cebulki, siekany czosnek, siekane liście kolendry, kurkuma, trawa cytrynowa, chilli w różnych postaciach,  wiórki alpinii galganta, kawałki jajka (kurzego lub kaczego) ugotowanego na twardo oraz pokrojone w cienkie paski drobne kawałki warzyw i ciasta usmażonych na głębokim oleju. Bulion przyrządza się ze świeżej ryby bądź pasty rybnej, a zagęszczany może on być mąką z ciecierzycy.

## Odmiany

### Arakan
Kuchnia Arakanu wyróżnia się wśród odmian kuchni birmańskiej swoją pikantnością. Serwowana w Arakanie mohinga doprawiona jest dużą ilością chilli w postaci pasty, rzadko za to dodaje się do niej alpinię. Serwowana jest w postaci makaronu posypanego przyprawami oraz podanych w osobnych miseczkach rybnego bulionu i pasty chilli.

### Rangun
Mohinga podawana w Rangunie nie jest bardzo pikantna. Typowym jej składnikiem jest siekany rdzeń bananowca.

### Południowa Mjanma
Mohinga w południowej Mjanmie ma o wiele gęstszą konsystencję od podawanej w innych częściach kraju. Bulion zawiera kawałki świeżej ryby, a częstym dodatkiem są też pomidory lekko zakwaszające potrawę. Danie przyprawiane jest alipnią bądź imbirem oraz cebulkami.